# Gaston Glock
Gaston Glock (19 tháng 7 năm 1929  –  27 tháng 12 năm 2023) là một kỹ sư người Áo, và là người sáng lập công ty vũ khí Glock GmbH. Được biết đến nhiều với việc sáng chế ra khẩu súng ngắn "hành động - an toàn" Glock. Một loại súng ngắn nổi tiếng được quan tâm và sao chép bởi rất nhiều công ty khác.

## Tiểu sử

### Bị ám sát
Tháng 7 năm 1999, trong một âm mưu để che đậy nạn tham ô từ công ty Glock, người cộng tác của Gaston Glock là Charles Ewert đã thuê một cựu lính đánh thuê 67 tuổi người Pháp Jacques Pêcheur để ám sát Glock trong nhà để xe ở Luxembourg. Nhưng may mắn thay Glock đã sống sót và chống đỡ các cuộc tấn công, điển hình là hai lần chống trả Pêcheur. Thương tích của ông bao gồm 7 vết thương do bị chém ở đầu và một số vết cắt, trầy xước, gây mất của Glock khoảng một lít máu. Sau đó, Jacques Pêcheur đã bị kết án 17 năm tù vì tội hành hung người khác. Và như lời khai của Pêcheur, Charles Ewert cũng bị kết án 20 năm tù vì tội chủ mưu.

### Phục vụ cho Quân đội Đức trong Thế chiến thứ II
Trong tháng 9 năm 2009, tờ Business Week của Anh báo cáo rằng Gaston Glock "đã dành một vài ngày trong các trang trại của quân đội Đức vào năm 1944 hay 1945" Theo bài báo, Gaston đã trở nên quen thuộc với các hoạt động của súng trường và súng ngắn tại trại Wehrmacht. Ông được 15 hay 16 tuổi vào lúc đó. Glock chưa giờ công khai nói những gì về sự phục vụ này mặc dù các thành viên khác trong gia đình ông cũng phục vụ trong quân đội Đức.